# Super Size Me
Super Size Me ist ein Doku-Drama des US-Regisseurs Morgan Spurlock, das McDonald’s und andere Fast-Food-Ketten kritisiert und deren Produkte als bedeutende Ursache für das in den USA häufige Übergewicht darstellt. Am 15. Juli 2004 kam der Film in die deutschen Kinos.

## Inhalt
Für seinen Film unternahm Morgan Spurlock einen Selbstversuch, indem er für 30 Tage ausschließlich Produkte von McDonald’s aß. Dabei hielt er sich an die Vorgabe, nur bei McDonald’s zu essen (drei Mahlzeiten täglich), jedes Angebot auf der Speisekarte mindestens einmal zu bestellen, nicht mehr als 5.000 Schritte täglich zu machen und immer dann ein „Supersize“-Menü zu nehmen, wenn es ihm angeboten wurde (was nur neunmal geschah). Das Ziel sei, herauszufinden, ob das die Überholspur zu einem adipösen Amerikaner sei: „Supersize me!“
Der Film zeigt, wie sich Spurlock auf den Versuch vorbereitet, zum Beispiel, indem er sich von drei Ärzten untersuchen lässt und mit einer Ernährungsberaterin spricht. Zu Beginn stellt er sich als vegan essenden, für seine Altersklasse überdurchschnittlich fitten Menschen dar, der nicht mehr raucht und keinen Alkohol trinkt (2017 gab Spurlock dagegen zu, Alkoholiker und „seit 30 Jahren nie mehr als eine Woche nüchtern“ gewesen zu sein). Während des Versuchs bekommt er bald gesundheitliche Probleme. Nach 30 Tagen hat er 11,1 kg zugenommen, das waren 13 % seines Körpergewichts. Ärzte bemerkten auch drastisch verschlechterte Leberwerte.
Weiterhin berichtet Spurlock über allgemeine Folgen seines Fast-Food-Konsums und vergleicht dies mit Schulessen in den USA, nämlich zum einen mit Schulen, die vom nationalen Schulessenprogramm (USDA NSLP) oder durch Konzerne (Sodexho) beliefert werden und zum anderen mit Schulen, die an einem Gesundheitsprogramm teilnehmen. Auch werden Tricks von Werbern aufgeführt, wie etwa essbare Zigaretten, die Kinder später zum Rauchen animieren sollen.
Ein Bezugspunkt des Films ist die (später abgewiesene) Schadenersatzklage von zwei adipösen US-amerikanischen Mädchen gegen McDonald’s, in denen behauptet wurde, das Unternehmen sei für ihr Übergewicht verantwortlich. In diesem Zusammenhang interviewt Spurlock US-amerikanische Konsumenten, Mediziner und Ernährungswissenschaftler.

## Kritik am Film
In Deutschland warb mit Subway einer der Hauptkonkurrenten von McDonald’s für den Film. Subway wollte so den Film dazu benutzen, das Image einer gesunden Alternative aufzubauen. Spurlock hat sich in seinem Blog von dieser Kampagne distanziert und geäußert, dass er von ihr erst über die Presse erfahren habe. Er merkte dazu weiterhin an, dass er das Essen von Subway ebenfalls nicht unterstütze. Dennoch kommt im Film mit Jared Fogle ein Werbeträger von Subway ausführlich zu Wort, der angibt, mit zweimaliger täglicher Ernährung bei Subway 111 Kilogramm abgenommen zu haben.
Die von Spurlock praktizierte Ernährung ist nicht nur im Hinblick auf Fastfood problematisch. Wer täglich drei große Mahlzeiten verzehrt und obendrein jegliche Bewegung aufgibt, lebt generell nicht gesund. Dazu wird im Film allerdings auch gesagt, dass Spurlock nicht nur ein Ernährungsexperiment mache, sondern dazu auch den Bewegungsmangel eines durchschnittlichen im Büro arbeitenden Amerikaners nachempfinden wolle, zu dem insbesondere ein Bewegungspensum von nicht mehr als 5.000 Schritten pro Tag gehöre.
Im Deutschlandradio Kultur mutmaßte der Lebensmittelchemiker Udo Pollmer, dass die extreme Gewichtszunahme (die einem Energieüberschuss von etwa 3.000 kcal am Tag entspricht) durch Einnahme von Anabolika verstärkt worden sein könnte. Typische Nebenwirkungen von Anabolika seien auch die im Film dokumentierten Leberschäden und die Impotenz nach dem Absetzen des Präparats. Diese Auswirkungen seien allein durch die einseitige Ernährung nicht zu erklären. Weiterhin sei der am Ende des Films gemessene Cholesterinspiegel für einen Mann diesen Alters als normal anzusehen, möglicherweise habe Spurlock vor Beginn des Experiments Cholesterinsenker eingenommen, um die im betrachteten Zeitraum gemessene Differenz der Werte zu erhöhen.
Pollmer hält es für unglaubwürdig, dass Spurlock sich während der Produktion nicht bewegt und am Set keine Nahrungsenergie verbraucht habe, immerhin sei er in Personalunion Filmemacher, Hauptdarsteller, Produzent und Finanzier des Films gewesen. Pollmer bezeichnet Filmemachen als „harte, kalorienfressende Arbeit“ und weist auf das Drehbuch hin, welches pingelig die einzelnen Szenen und Effekte vorausplante. Pollmer im Deutschlandradio Kultur: „Schließlich kann man das Ergebnis eines solch teuren Projekts nicht dem Zufall überlassen. Wäre es so ausgegangen wie Nyströms Experiment [siehe unten], hätte man Spurlock nur ausgelacht. Wollte man den Film ‚Supersize Me‘ als Dokumentation durchgehen lassen, dann ist Kingkong der Beweis für die Existenz von Riesenaffen.“
Der Comedian Tom Naughton produzierte 2009 den Film Fat Head, in dem er unter anderem Spurlocks Aussage kritisiert, Fastfood-Ketten seien für Übergewicht verantwortlich. Naughton führte in seinem Film ein Experiment durch, bei dem er einen Monat lang ausschließlich Fastfood aß, dabei aber nicht mehr als 2.000 kcal täglich zu sich nahm und sein Bewegungspensum erhöhte, sodass er in dem Monat etwas mehr als fünf Kilogramm  an Gewicht verlor.
Der US-amerikanische Naturkundelehrer John Cisna wurde von dem Film inspiriert, dessen Ergebnisse nachzuprüfen. Nach einer dreimonatigen reinen McDonald’s-Diät von ebenfalls 2.000 kcal zusammen mit 45 Minuten Gehen täglich hatte er rund 17 Kilo abgenommen, und sein Cholesterinwert sank von 249 auf 170.

### Prüfung durch Wissenschaftler
Fredrik Nyström, Professor an der Universität Linköping, überprüfte die Folgen einer massiven Überernährung bei Bewegungsarmut unter Laborbedingungen. Für die 18 Probanden (zwölf Männer, sechs Frauen, alle Anfang 20 und sportlich, Morgan Spurlock hingegen war während seines Experiments schon 34 Jahre alt) galten als Regeln: eine Energiezufuhr von 27.600 kJ pro Tag (6.600 kcal, deutlich mehr als im Film) und maximal 5.000 Schritte Bewegung (wie im Film). Die Ergebnisse des Films wurden hierbei nur zum Teil bestätigt, insbesondere schwankte die Gewichtszunahme sehr stark und blieb teilweise fast völlig aus. Von den Probanden wurde das dauernde Völlegefühl und das Verlangen nach Bewegung als Problem benannt. Als größtes Problem bezeichneten sie es, die geforderte Menge an Nahrungsenergie aufzunehmen. Zum Teil tranken sie Speiseöl, um diese Energiezufuhr zu erreichen.
Während Spurlock über einen massiven Cholesterinanstieg klagte, nahm bei einigen von Nyströms Probanden das „schlechte Cholesterin“ (LDL) ab, der Anteil „guten Cholesterins“ (HDL) stieg. Nach Abschluss des Experiments verloren alle Teilnehmer der Studie das Gewicht von selbst.
Eine weitere Studie von Stergios Kechagias, durchgeführt an derselben Universität unter gleichen Bedingungen, kam zu einer durchschnittlichen Gewichtszunahme von 6,5 kg in vier Wochen und einer massiven Zunahme des Fetts in der Leber bis hin zu einer Fettleber in einem Fall.

## Reaktionen
Etwa zur gleichen Zeit, in der der Film auf den Markt kam, laut Aussage von McDonald’s jedoch ohne entsprechenden Zusammenhang, wurden in Amerika und Deutschland bei McDonald’s und anderen Fast-Food-Ketten Menüs mit leichteren Komponenten angeboten. So ist es seitdem möglich, die Pommes frites durch einen Salat zu ersetzen. Einige Salatangebote haben jedoch einen vergleichsweise hohen physiologischen Brennwert, weil sie Schinkenstreifen, Feta-Käse oder fettreiche Salatsoßen enthalten. Des Weiteren wurden in den Vereinigten Staaten die Supersize-Größen abgeschafft.

## Auszeichnungen
- 2004 – New Director's Award beim Edinburgh International Film Festival für Spurlock
- 2004 – MTV-News:Docs:Prize beim Full Frame Documentary Film Festival
- 2004 – Sundance Film Festival
  - Regiepreis
  - Grand Jury Prize 	 nominiert als Bester Dokumentarfilm
- 2004 – International Documentary Association Pare Lorentz Award 	 nominiert als Bester Dokumentarfilm
- 2004 – National Board of Review 	Top Five Documentaries
- 2004 – Full Frame Documentary Film Festival
- 2004 – Utah Film Critics Association Awards zweiter Platz als Bester Dokumentarfilm
- New York Film Critics NYFCO Award 	 als Bester Dokumentarfilm zusammen mit Broadway: The Golden Age, by the Legends Who Were There
- 2005 – Broadcast Film Critics Association Awards Critics Choice Award 	nominiert als Bester Dokumentarfilm
- 2005 – Dallas-Fort Worth Film Critics Association Awards dritter Platz als Bester Dokumentarfilm
- 2005 – Gold Derby Film Awards nominiert als Bester Dokumentarfilm
- 2005 – Online Film & Television Association nominiert als Bester Dokumentarfilm
- 2005 – Online Film Critics Society Awards  nominiert als Bester Dokumentarfilm
- 2005 – Southeastern Film Critics Association Awards zweiter Platz als Bester Dokumentarfilm
- 2005 – Vancouver Film Critics Circle nominiert als Bester Dokumentarfilm
- 2005 – Nominierung für den Oscar als Bester Dokumentarfilm
- 2005 – Golden Satellite Award als Best Motion Picture, Documentary
- 2005 – WGA Award (Screen) der Writers Guild of America, USA als Best Documentary Screenplay